# Bahnhof Süßen
Der Bahnhof Süßen liegt am Streckenkilometer 50,406 der 1847 bis hier eröffneten Filstalbahn, die heute von Stuttgart nach Neu-Ulm führt. Von 1901 bis zu ihrer vollständigen Stilllegung im Jahr 1995 zweigte in Süßen außerdem die Bahnstrecke nach Weißenstein ab.
Der Bahnhof wird im Betriebsstellenverzeichnis unter der Bezeichnung TSD geführt. Der Bahnhof befindet sich im nördlichen Stadtgebiet von Süßen. Westlich neben dem Bahnhof liegt der Omnibusbahnhof („Süßen ZOB“).

## Infrastruktur
Der Bahnhof besitzt vier Gleise, wovon Gleis 1 am Hausbahnsteig den aus Richtung Stuttgart/Plochingen hier endenden Regionalbahnen und die Gleise 2 und 3 am Mittelbahnsteig dem durchgehenden Personenverkehr Stuttgart–Ulm dienen. Gleis 4 dient als Durchfahrtsgleis für hier nicht haltende Züge in Richtung Stuttgart. Die ehemaligen, bahnsteiglosen Gleise 5 und 6 werden nicht mehr genutzt und sind teilweise überwachsen. Das ehemalige Gleis 7 diente mit seinem Außenbahnsteig dem Verkehr der Lautertalbahn. Weiter gibt es (noch) einige Gütergleise, die aber nur noch sporadisch zum Abstellen von Wagen genutzt werden. Zum 11. Dezember 2016 wurde die Bedienung des Bahnhofs durch DB Cargo auch offiziell eingestellt.

## Geschichte
Von 1933 bis 1978 war Süßen partiell in den elektrisch betriebenen Stuttgarter Vorortverkehr integriert.
Am 1. Juni 1969 wurde der Personenverkehr auf der Lautertalbahn eingestellt.
Von August 2010 bis Juni 2012 wurde der Bahnhof renoviert und barrierefrei mit zwei Aufzügen und einem Leitsystem ausgestattet. Die Unterführung wurde neu gestaltet, eine neue Beleuchtung angebracht sowie ein dynamisches Fahrgastinformationssystem installiert. Die von Bahn, Bund, Land und Stadt getragenen Gesamtkosten betrugen nach Bahn-Angaben 2,6 Millionen Euro.

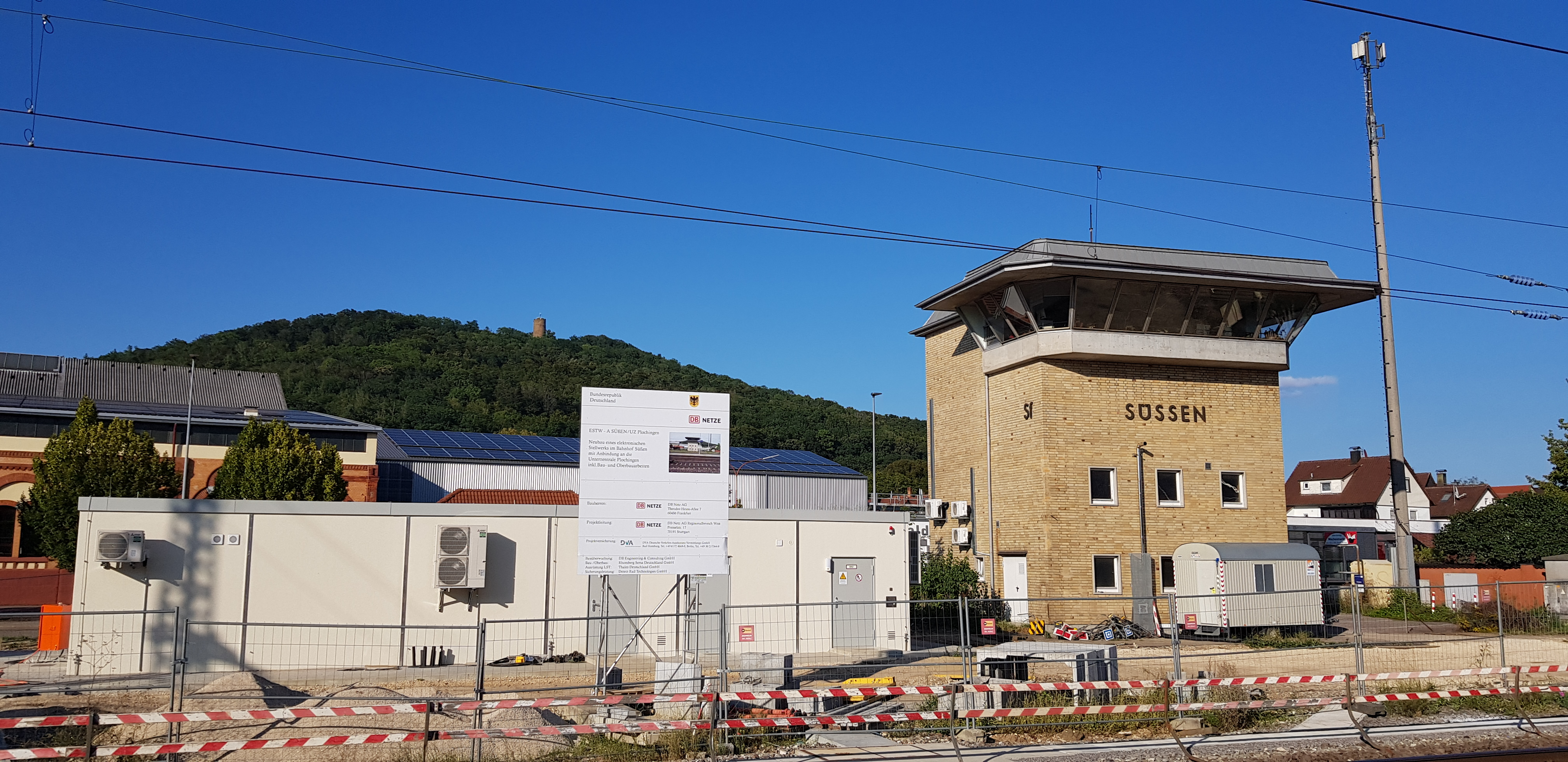
Das neue Elektronische Stellwerk (links) entstand neben dem alten Stellwerk (rechts).

Am 24. Februar 2016 beantragte die Deutsche Bahn eine Spurplananpassung am Bahnhof. Dabei sollten mehrere Weichen zurückgebaut werden und neue Gleisabschlüsse entstehen. Daneben war die Errichtung eines Elektronischen Stellwerks vorgesehen. Es ersetzt ein 1964 in Betrieb genommenes Relaisstellwerk der Bauart Sp Dr S59. Beim Streckenkilometer 50,3/50,4 entstand dazu nördlich der Gleisanlagen ein abgesetztes Stellwerk (ESTW-A), das an die Unterzentrale Plochingen angebunden wurde. Die Baumaßnahme erstreckte sich von Streckenkilometer 46,2 (Ausfahrsignale Bahnhof Eislingen) bis km 52,5 (bisherige Einfahrsignale Bahnhof Süßen). Daneben wurden zwei Heißläuferortungsanlagen erstellt. Die Arbeiten begannen im Februar 2020. Die Gesamtmaßnahmen sollten bis April 2022 laufen. Dabei sollen auch drei Weichen sowie der Gleisanschluss am Gleis 25 zurückgebaut werden und das Gleis 1A erneuert werden. Das neue Stellwerk wurde letztlich im September 2021 in Betrieb genommen.
Der Bahnhof ist Teil des Digitalen Knotens Stuttgart (Baustein 3, Planbereich 3), die Ausrüstung jedoch aus finanziellen Gründen zurückgestellt.

## Betrieb
| Linie                    | Strecke | Taktfrequenz                                    | Betreiber                  |
| ------------------------ | --- | ----------------------------------------------- | -------------------------- |
| RE 5                     | Stuttgart – Esslingen (Neckar) – Plochingen – Göppingen (– Süßen) – Geislingen (Steige) – Ulm – Aulendorf – Friedrichshafen – (Lindau-Reutin) | einzelne Züge                                   | DB Regio Baden-Württemberg |
| MEX 16                   | Stuttgart – Esslingen (Neckar) – Plochingen – Göppingen – Süßen – Geislingen (Steige) – Ulm                                                   | halbstündlich bis Geislingen, stündlich bis Ulm | Arverio Baden-Württemberg  |
| Stand: 15. Dezember 2024 | |                                                 |                            |

## Unfall 2004
Am 21. April 2004 stießen ein von der Lokomotive 752 001 gezogener Messzug auf der Fahrt von Ulm nach Ludwigshafen und ein leer fahrender Triebwagen der Baureihe 426 zusammen. Die Triebwagenführerin wurde hierbei getötet, die sechs Mitarbeiter des Messzuges erlitten Verletzungen. Durch die Kollision entstand ein Sachschaden von 5 Mio. Euro an den Fahrzeugen und 300.000 Euro an den Gleisanlagen. Unfallursache waren vertauschte Adern eines Steuerkabels für eine Weiche, das kurz zuvor im Rahmen einer Ad-hoc-Störungsbeseitigung wegen eines Feuchtigkeitsschadens angeschlossen worden war. Dadurch stimmte die im Stellwerk angenommene und angezeigte Weichenlage nicht mit der realen Lage überein. Beim Unfall befand die Weiche sich in abzweigender Lage und leitete damit den Triebwagenzug Richtung Ulm von Gleis 2 nach Gleis 3 in den Fahrweg des Messzuges. Nach Ermittlungen des Eisenbahn-Bundesamts kam es während der Arbeiten zu Verstößen gegen Sicherheitsvorschriften. Die beiden beschuldigten Signaltechniker behaupteten jeweils, dass ihnen kein Fehler bei der Verkabelung unterlaufen sei. Beim Eintreffen der Polizei war die Verkabelung durch nachträgliche Manipulation wieder ordnungsgemäß und es blieb mangels Dokumentation unklar, ob die vorgeschriebene Übereinstimmungsprüfung von angezeigter und tatsächlicher Weichenlage vor dem Unfall durchgeführt wurde. Der Fahrdienstleiter sagte aus, nicht über den Beginn der Arbeiten unterrichtet worden zu sein und von den Signaltechnikern die Genehmigung der Zugfahrten erhalten zu haben; die Signaltechniker widersprachen seinen Aussagen.
Da letztlich keinem der beteiligten Mitarbeiter der ursächliche Pflichtverstoß und damit ein persönliches Verschulden nachgewiesen werden konnte, stellte die Staatsanwaltschaft Ulm das Ermittlungsverfahren im Juni 2007 ohne Anklageerhebung ein.